# الجزب (المحويت)

تعديل مصدري - تعديل

الجزب هي إحدى قرى عزلة بني الوليد بمديرية المحويت التابعة لمحافظة المحويت، بلغ تعداد سكانها 130 نسمة حسب تعداد اليمن لعام 2004.